# Sanctuary (manga)
Pour les articles homonymes, voir Sanctuary.
Sanctuary (サンクチュアリ, Sankuchuari) est une série de seinen manga dessinée par Ryōichi Ikegami et écrite par Sho Fumimura. Elle a été prépubliée dans le magazine Big Comic Superior de Shōgakukan de 1990 à 1995 puis reliée en douze volumes. Elle est aussi adaptée en un OAV en 1996 et en un film live en avril 1996.
Commencée une première fois en français aux éditions Glénat, la parution s'arrête après le deuxième volume. Par la suite, le titre a été repris dans la collection Kabuto de l'éditeur SEEBD, qui en a terminé en mai 2005 la publication. Une réédition en six tomes est publiée par Glénat à partir de septembre 2022.

## Synopsis
Hôjô et Asami, amis d'enfance, n'ont qu'un seul objectif : redonner aux Japonais le goût de vivre, et secouer le pays.
Pour cela, ils décident de gravir les échelons du pouvoir, l'un dans la lumière, en tant qu'homme politique, l'autre dans l'ombre, comme yakuza.

## Personnages
- Akira Hojo (北条 彰, Hōjō Akira?) : sochō du clan Sagara (相楽連合, Sagara rengō?), c'est un des protagonistes de l'histoire et l'ami d'enfance d'Asami. Il essaye d'exercer une domination sur les organisations yakuza disposées au Japon.
- Chiaki Asami (浅見 千秋, Asami Chiaki?) : ambitieux homme politique, doté d'une volonté à toute épreuve. Il vivait au Cambodge avec la famille d'Hojo dans les années 1970.
- Norimoto Isaoka (伊佐岡 紀元, Isaoka Norimoto?) : secrétaire général du parti libéral-démocrate, il exerce une influence sur tous les réseaux économiques et politiques, souvent illégaux.
- Tokai (渡海?) : il est le mentor de Hojo. Il sert ses supérieurs hiérarchiques efficacement malgré son caractère grossier et sans-gênes. Il est d'une loyauté implacable.

## Manga
- Édition japonaise : Shōgakukan
  - Nombre de volumes sortis : 12 (terminé)
  - Date de première publication : décembre 1990
  - Prépublication : Big Comic Superior
- Édition française : Glénat, Kabuto
  - Nombre de volumes sortis : 12 (terminé)
  - Date de première publication : 1995
  - Format : 115 mm x 175 mm
- Autres éditions :
  -  Conrad Editora
  -  VIZ Media
  -  Star Comics
- Volumes :
  - Volume 1 (Japon) : 1990-12-01
  - Volume 2 (Japon) : 1991-06-01
  - Volume 3 (Japon) : 1991-09-01
  - Volume 4 (Japon) : 1992-04-01
  - Volume 5 (Japon) : 1992-11-01
  - Volume 6 (Japon) : 1993-05-01
  - Volume 7 (Japon) : 1993-11-01
  - Volume 8 (Japon) : 1994-03-01
  - Volume 9 (Japon) : 1994-07-01
  - Volume 10 (Japon) : 1994-10-01
  - Volume 11 (Japon) : 1995-03-01
  - Volume 12 (Japon) : 1995-06-01

La version américaine a été nommée aux Harvey Awards 1995 dans la catégorie Best American Edition of Foreign Material.

## Adaptations
Le manga a été adapté en film en 1995 avec Hiroshi Abe dans le rôle d'Asami, et en anime (OAV) en 1996.

## Anecdotes
Dans le film, Le Cinquième Élément , le personnage incarné par Bruce Willis a un exemplaire d'un des volumes de Sanctuary à côté de son lit.

### Documentation
- Paul Gravett (dir.), « De 1990 à 1999 : Sanctuary », dans Les 1001 BD qu'il faut avoir lues dans sa vie, Flammarion, 2012 (ISBN 2081277735), p. 544.